# Yorkshire Amateur League
Yorkshire Amateur League är en engelsk fotbollsliga baserad i Yorkshire där de flesta klubbarna är "old boys"-klubbar från lokala skolor. Den har 2019/20 åtta divisioner och toppdivisionen Supreme Division ligger på nivå 11 i det engelska ligasystemet.
Fastän ingen division är speciellt utpekad som reservlagsdivision, så består de lägre divisionerna nästan bara av reservlag till klubbar i högre divisioner. Till skillnad från de flesta andra ligor förbjuder inte den här två lag från samma klubb att spela i samma division.

## Mästare
| Säsong  | Senior Division A    | Senior Division B                | Division 1           | Division 2                | Division 3                  | Division 4                   | Division 5                   |
| ------- | -------------------- | -------------------------------- | -------------------- | ------------------------- | --------------------------- | ---------------------------- | ---------------------------- |
| 2006/07 | Yorkshire Bank       | Old Centralians                  | Sandal Athletic      | Gildersome Spurs reserves | East Leeds Trinity Old Boys | Old Collegians reserves      | Bramley Juniors reserves     |
| 2007/08 | Elland               | Bramley Jrs                      | Alwoodley            | Wheelwright               | Elland Rs                   | Alwood Rs                    | Grngfld Res                  |
| 2008/09 | Medics               | Gildersome                       | Wheelwright          | Amaranth                  | Grangefield                 | Colton A III                 | Ealand's III                 |
| 2009/10 | Alwoodley Old Boys   | Leeds Medics & Dentists Reserves | Wortley Reserves     | Grangefield Old Boys      | Wortley 'A'                 | Bramley Juniors Old Boys 'A' | Leeds City Old Boys Reserves |
| 2010/11 | Stanningley Old Boys | Bainbridge                       | Grangefield Old Boys | North East Leeds          | St. Bedes Old Boys Reserves | Colton 'A'                   | Beeston Boys Reserves        |

Källa: Officiella webbplatsen